# Лајм Спрингс (Ајова)
Лајм Спрингс (енгл. Lime Springs) град је у америчкој савезној држави Ајова. По попису становништва из 2010. у њему је живело 505 становника.

## Демографија
Према попису становништва из 2010. у граду је живело 505 становника, што је 9 (1,8%) становника више него 2000. године.
| Група             | 2000.       | 2010.       |
| Белци             | 483 (97,4%) | 500 (99,0%) |
| Афроамериканци    | 0 (0,0%)    | 0 (0,0%)    |
| Азијати           | 3 (0,6%)    | 2 (0,4%)    |
| Хиспаноамериканци | 5 (1,0%)    | 2 (0,4%)    |
| Укупно            | 496         | 505         |